# رایموند هورمان
رایموند هورمان (آلمانی: Raimund Hörmann؛ زادهٔ ۲۷ مهٔ ۱۹۵۷) قایقران روئینگ اهل آلمان بود.
از افتخارات وی میتوان به کسب مدال طلا در بازی‌های المپیک تابستانی ۱۹۸۴ اشاره کرد.